# イーヴィル: 超常現象捜査ファイル
『イーヴィル: 超常現象捜査ファイル』（原題：Evil）は、ロバート・キングとミシェル・キングが制作したアメリカの超常現象ドラマテレビシリーズ。2019年9月26日にCBSで初放送され、その後のシーズンはParamount+に移行しました。カーチャ・ヘルダース、マイク・コルター、アーシフ・マンドヴィが率いるアンサンブルキャストが、カトリック教会から超常現象の可能性のある事件の調査を命じられた、まったく異なる背景を持つ3人の人物を演じる。
本作は、CBSスタジオとキングサイズプロダクションによって制作された。ニューヨーク州アストリアとブルックリンで撮影された。2021年5月、シリーズがParamount+に移行することが確認され、2019年10月に第2シーズンが2021年6月20日にプレミア上映された。第3シーズンは2022年6月12日にプレミア上映され、翌月に第4シーズンに更新された。2024年2月15日、第4シーズンは2024年5月23日にプレミア上映され、計14話の最終シーズンとなることが発表された。日本では、2022年からHuluで独占配信されている。
本作は、批評家から絶賛されており、特にその演技、登場人物、脚本、演出、撮影技術が称賛されている。

## キャスト
※括弧内は日本語吹替。
クリステン・ブシャード博士
演 - カーチャ・ヘルダース（渡辺明乃）
デヴィッド・アコスタ
演 - マイク・コルター（楠大典）
ベン・シャキル
演 - アーシフ・マンドヴィ（落合弘治）
チームの技術専門家
タウンゼント
演 - マイケル・エマーソン（根本泰彦）
シェリル・ルリア
演 - クリスティーン・ラーティ（野沢由香里）
カート・ボッグス
演 - カート・フラー（平林剛）
カウンセラー
ジョージ
演 - ユアン・モートン（小原雅人）
悪魔
リン・ブシャード
演 - ブルックリン・シュック（木村香央里）
クリステンの長女
ライラ・ブシャード
演 - スカイラー・グレー（東内マリ子）
クリステンの次女
レクシス・ブシャード
演 - マディー・クロッコ
クリステンの三女
ローラ・ブシャード
演 - ダリア・ナップ（渡谷美帆）
クリステンの末娘
シスター・アンドレア
演 - アンドレア・マーティン（伊沢磨紀）

### リカーリング
オーソン・ルルー
演 - ダーレン・ペティ
連続殺人犯
カリマ・シャキール
演 - ソヒナ・シドゥ（木村香央里）
ベンの妹。技術専門家
アマラ神父
演 - クラーク・ジョンソン（石住昭彦）（S1）
エクソシスト
ミラ・バード刑事
演 - クリステン・コノリー（恒松あゆみ）
ニューヨーク市警の殺人課刑事（S1～2）
アンディ・ブシャード
演 - パトリック・ブラモール（福田賢二）
クリステンの夫。登山ガイド
トーマス・マルクス司教
演 - ピーター・スコラーリ（浦山迅）（S1～2）
レネー・ハリス
演 - レネイ・エリース・ゴールズベリイ
カトリック教会の弁護士（S1～2）
マリンダズ
演 - テイラー・ラウダーマン（櫻庭有紗）
人気YouTube美容ブロガー（S1～3）
ヴィクトル・ルコント
演 - ブライアン・ダーシー・ジェームズ（野坂尚也）（S2～4）
エドワード・トラゴレン
演 - ティム・マシスン（木下浩之）（S2～3）
シェリルと恋仲になるビジネスコンサルタント
フランク・イグナティウス神父
演 - ウォレス・ショーン（山本満太）（S3〜4）
ドミニク・カビル神父
演 - チュクーディ・イウジ（石黒史剛）（S4）
ヘンリー・スティック
演 - ジョン・キャロル・リンチ（S4）

### ゲスト
バイロン・デューク
演 - ジョン・グローヴァー（安原義人）
ブロードウェイの演出家。シーズン1#3に出演
パティ・ヒッチェンズ
演 - ダーシャ・ポランコ
デュークのアシスタント。シーズン1#3に出演
トニー・パクーチ
演 - クリス・ガファリ
シーズン1#5に出演
シルヴィオ
演 - ロッコ・シスト（平林剛）
バチカンの専門家。シーズン1#7に出演
レオン・アコスタ
演 - ヴォンディ・カーティス＝ホール（石住昭彦）
デヴィッドの父。シーズン1#8に出演
リンダ・ブロック看護師
演 - タラ・サマーズ（鶴田真希）
サンダーランド神父
演 - リード・バーニー
メーガン・タイリー
演 - イザベラ・ブリッグス（中村美怜）
ジャレッド・ジェーター裁判官
演 - リチャード・カインド
カービー大司教
演 - ポール・ギルフォイル
ジョヴァンニ・デ・ヴィータ神父
演 - デニス・オヘア
日本語吹替版スタッフ
演出：打越領一、翻訳：三島侑也、調整：菊池悟史、スタジオ：ACクリエイト

## 評価
レビュー集約サイトRotten Tomatoesは、50件のレビューに基づいて92％の支持率を記録し、平均評価は7.7/10だった。加重平均を使用する批評サイトMetacriticは、14人の批評家に基づいて100点満点中76点を付けた。最初のシーズンは、ニューヨーカー、NPR、TVLineによって2019年の最高のテレビ番組の1つに選ばれた。2021年、この番組はTVガイドによってテレビ番組の最高の番組に選ばれた。
第1回クリティクス・チョイス・スーパー・アワードでは、最優秀ホラーシリーズ、ホラーシリーズ最優秀男優賞（コルター、エマーソン）、ホラーシリーズ最優秀女優賞（ハーバーズ）の4部門にノミネートされた。